# ولودیمیر گوستوف
ولودیمیر گوستوف (اوکراینی: Володимир Густов؛ زادهٔ ۱۵ فوریهٔ ۱۹۷۷) دوچرخه‌سوار اهل اوکراین است.
از باشگاه‌هایی که در آن بازی کرده‌است می‌توان به فاسا بورتولو و تیم تینکوف اشاره کرد.

## زندگی
گوستوف در کی‌یف زاده شد. وی همچنین از دوچرخه‌سواران بازی‌های المپیک تابستانی ۲۰۰۰ بوده‌است.